# Falling (Trevor Daniel)
Falling is een single van de Amerikaanse zanger Trevor Daniel uit 2018. Het stond in hetzelfde jaar als eerste track op de ep Homesick en in 2020 als tiende track op het album Nicotine

## Achtergrond
Falling is geschreven door Ryan Vojtesak, Danny Snodgrass, Kim Candilora II, Trevor Daniel Neill, Martin Kottmeier en Tristan Norton en geproduceerd door Taz Taylor. De motivatie van Daniel om het nummer te maken, lag in een ongelukkige relatie die was gestopt en een fijne relatie die was begonnen. De tekst van het nummer was eerst niet bedoeld als lied; Daniel schreef het als een gedicht. Het nummer vergaarde bekendheid doordat het voor een trend op TikTok werd gebruikt. Hierna kwam het wereldwijd in de hitlijsten terecht. De hoogste notering was de vijfde plek in zowel Finland als Noorwegen. In de Ultratop-lijsten kwam het tot de 22e plek in die van Vlaanderen en tot de 34e plek in die van Wallonië. In Nederland kwam het tot de elfde plek in de Single Top 100 en kwam het tot de eerste plek van de Tipparade, waar het twee weken op stond, zonder dat het de Top 40 kwam.